# Élections législatives grecques de 2007
Les élections législatives grecques de 2007 se sont tenues le 16 septembre 2007 pour élire les 300 députés du Parlement grec. 
La Nouvelle Démocratie du Premier ministre sortant Kóstas Karamanlís remporte les élections d'une courte tête, avec un siège de plus que la majorité absolue.

## Mode de scrutin
Les 300 députés du Parlement grec sont élus via un mode de scrutin mixte pour une durée de quatre ans : 50 sièges sont attribués au parti ayant obtenu le plus de voix, et les 250 sièges restants sont répartis à la représentation proportionnelle entre tous les partis ayant obtenu au moins 3 % des suffrages exprimés.
L'enjeu est donc pour le parti arrivé premier d'obtenir 151 députés, soit la majorité absolue. Vu l'importance de la prime majoritaire (16,7 % des sièges), un parti n'a besoin que de 40,4 % des suffrages exprimés, au plus, pour obtenir une majorité absolue de sièges au Parlement,.
Le pays est divisé en 56 circonscriptions avec un nombre de sièges variant de 1 à 42, en fonction du nombre de citoyens de chaque circonscription. 12 députés sont en outre élus sur une liste nationale.
Il est à noter que les électeurs, dans les circonscriptions comportant plus d'un siège, ont la possibilité de marquer des croix de préférences pour 1 à 4 candidats (nombre maximum variant suivant le nombre de sièges de la circonscription). Le nombre de préférences obtenues modifie l'ordre d'affectation des sièges au sein de chaque liste.
L'âge minimal pour se présenter à la députation est 25 ans.

## Résultats
Le parti Nouvelle Démocratie du Premier ministre sortant Kóstas Karamanlís remporte les élections avec 41,83 % des suffrages, suivi par le Mouvement socialiste panhellénique (PASOK) mené par Giórgos Papandréou avec 38,10 % des suffrages. Nouvelle Démocratie parvient ainsi à sécuriser sa majorité absolue à la Vouli, avec 152 députés. Cette élection marque aussi l'entrée au Parlement du parti d'extrême droite Alerte populaire orthodoxe (LAOS) avec 10 députés, tandis que les partis à gauche du PASOK, Parti communiste de Grèce (KKE) et SYRIZA connaissent une montée significative de leurs votes respectifs. Le KKE obtient 8,15 % des voix (+2,26) et obtient 22 députés (+10) et SYRIZA obtient 5,04 % des voix (+1,78) et 14 députés (+8).
|                        |                                                 |           |       |      |        |               |  |  |  |  |  |  |  |  |
| Parti                  | Parti                                           | Voix      | %     | +/-  | Sièges | +/-           |  |  |  |  |  |  |  |  |
|                        | Nouvelle Démocratie (ND)                        | 2 994 979 | 41,84 | 3,52 | 152    | 13            |  |  |  |  |  |  |  |  |
|                        | Mouvement socialiste panhellénique (PASOK)      | 2 727 279 | 38,10 | 2,45 | 102    | 15            |  |  |  |  |  |  |  |  |
|                        | Parti communiste de Grèce (KKE)                 | 583 750   | 8,15  | 2,25 | 22     | 10            |  |  |  |  |  |  |  |  |
|                        | Coalition de la gauche radicale (SYRIZA)        | 361 101   | 5,04  | 1,78 | 14     | 8             |  |  |  |  |  |  |  |  |
|                        | Alerte populaire orthodoxe (LAOS)               | 271 809   | 3,80  | 1,61 | 10     | 10            |  |  |  |  |  |  |  |  |
|                        | Verts écologistes (OP)                          | 75 502    | 1,05  | Nv.  | 0      | en stagnation |  |  |  |  |  |  |  |  |
|                        | Renouveau démocratique (en) (DA)                | 57 167    | 0,80  | N/A  | 0      | en stagnation |  |  |  |  |  |  |  |  |
|                        | Union des centristes (EK)                       | 20 840    | 0,29  | 0,03 | 0      | en stagnation |  |  |  |  |  |  |  |  |
|                        | Parti communiste marxiste-léniniste (KKE (m-l)) | 17 555    | 0,25  | 0,10 | 0      | en stagnation |  |  |  |  |  |  |  |  |
|                        | Autres                                          | 49 024    | 0,68  | -    | 0      | -             |  |  |  |  |  |  |  |  |
|                        |                                                 |           |       |      |        |               |  |  |  |  |  |  |  |  |
| Suffrages exprimés     | Suffrages exprimés                              | 7 159 006 | 97,33 |      |        |               |  |  |  |  |  |  |  |  |
| Votes nuls             | Votes nuls                                      | 196 020   | 2,66  |      |        |               |  |  |  |  |  |  |  |  |
| Total                  | Total                                           | 7 355 026 | 100   | -    | 300    | en stagnation |  |  |  |  |  |  |  |  |
| Abstention             | Abstention                                      | 2 563 891 | 25,85 |      |        |               |  |  |  |  |  |  |  |  |
| Inscrits/Participation | Inscrits/Participation                          | 9 918 917 | 74,15 |      |        |               |  |  |  |  |  |  |  |  |